# Эхтернах
Эхтернах (люкс. Iechternach, фр. и нем. Echternach) — коммуна в Люксембурге, располагается в округе Гревенмахер. Коммуна Эхтернах является частью кантона Эхтернах. В коммуне находится одноимённый населённый пункт. Вариация произношения — Эштернах.

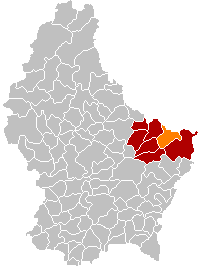
Оранжевый цвет — коммуна Эхтернах, красный — кантон Эхтернах

Город вокруг стен Аббатства Эхтернах, основанного в 698 году Виллибрордом, английским монахом из Рипона, Нортумбрия (сейчас Северный Йоркшир, Англия), который стал первым священником города Утрехт и был христианским миссионером. В качестве священника он служил в аббатстве до 739 года. Именно в его честь ежегодно проходит Танцующая процессия Эхтернаха в День воды.
Население составляет 5100 человек (на 2008 год), в коммуне располагаются 2150 домашних хозяйств. Занимает площадь 20,49 км² (по занимаемой площади 53 место из 116 коммун Люксембурга). Наивысшая точка коммуны над уровнем моря составляет 393 м. (65 место из 116 коммун), наименьшая 154 м. (11 место из 116 коммун).

## Известные уроженцы
- Голлевиль, Проспер Шарль Александр (1830—1898) — бельгийский публицист, политик.

## Иллюстрации

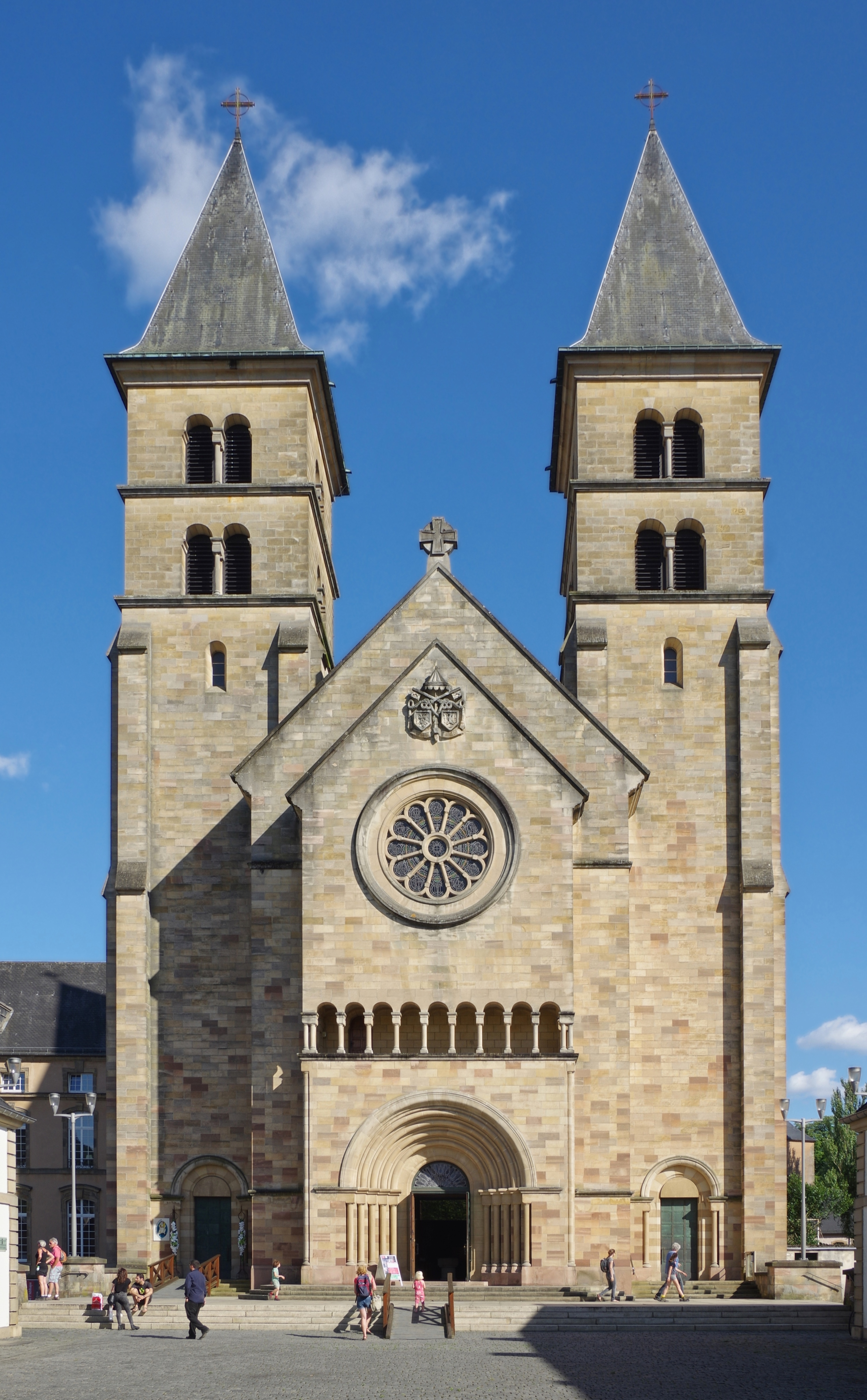
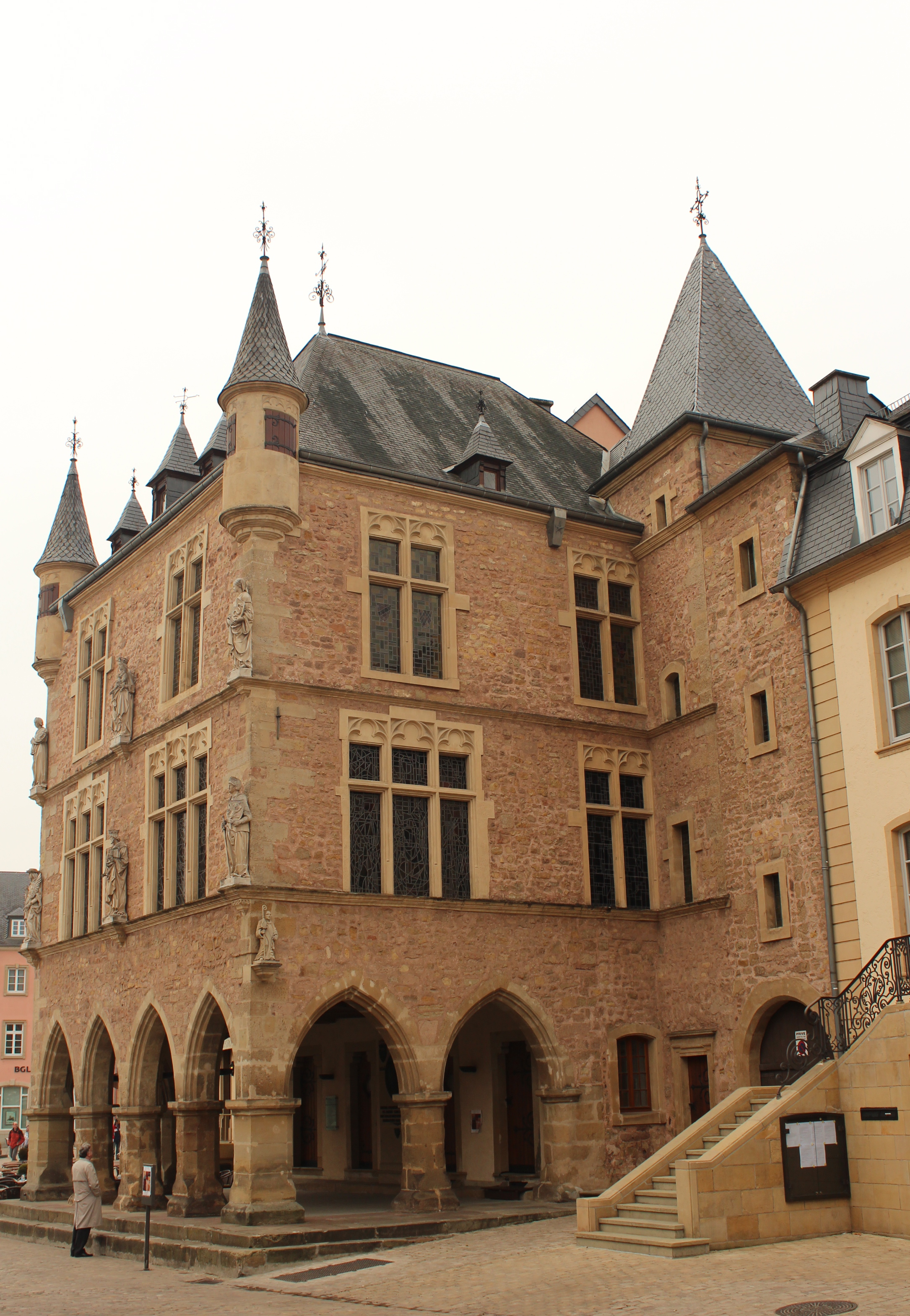
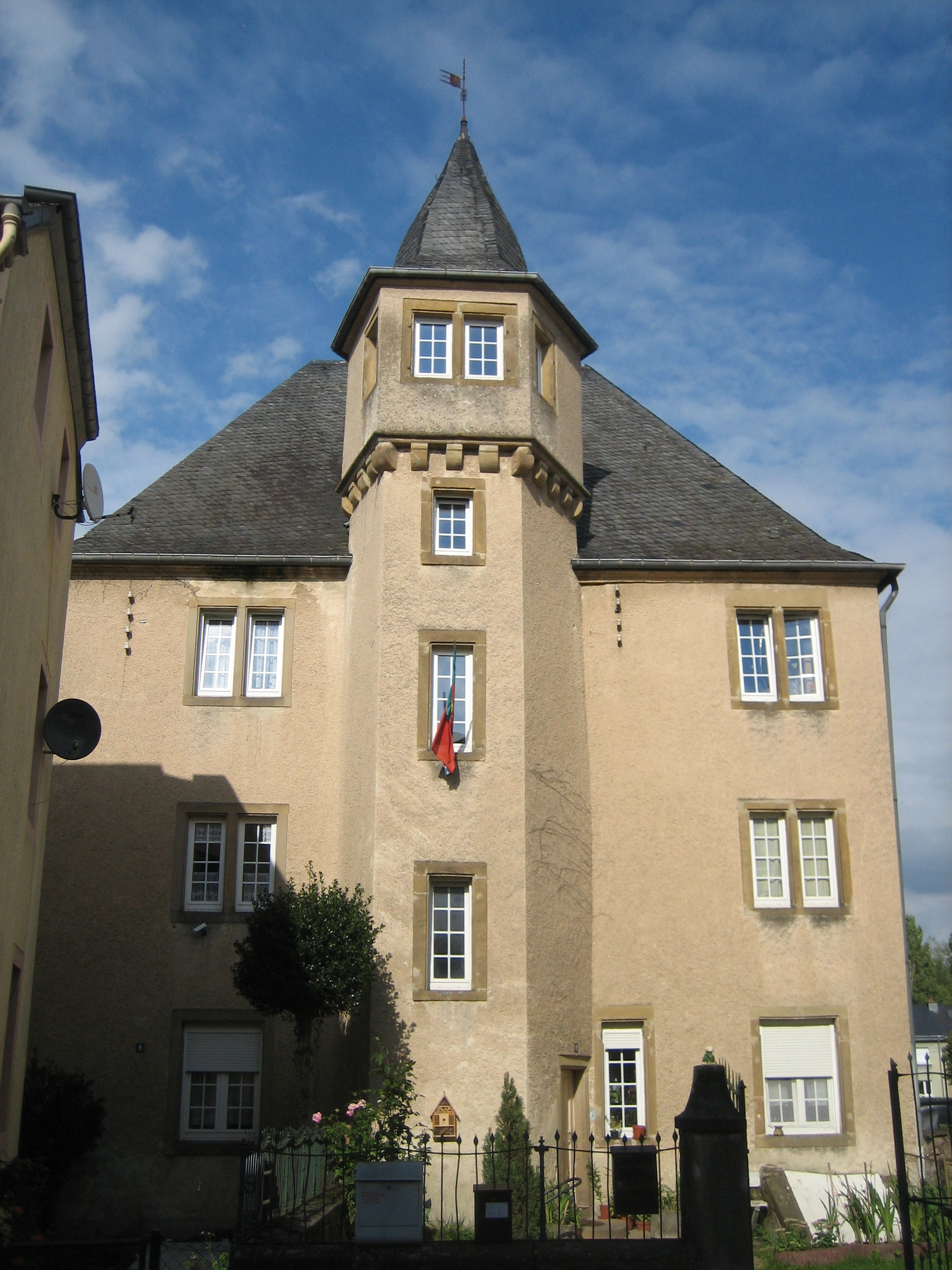
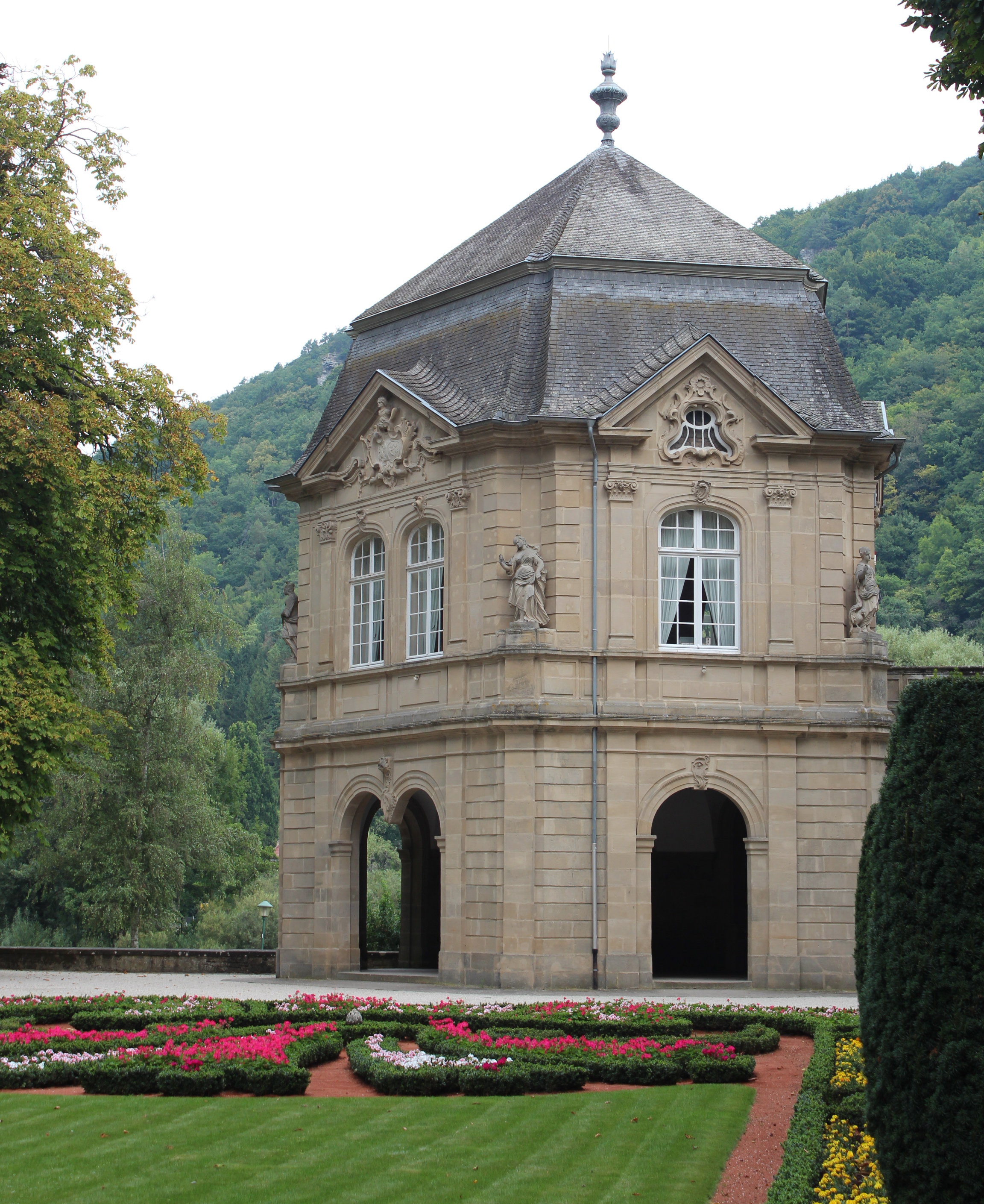